# Agrotis instructa
Agrotis instructa là một loài bướm đêm trong họ Noctuidae.